# Robert Adrain
Robert Adrain (ur. 30 września 1775 w Carrickfergus, zm. 10 sierpnia 1843 w New Brunswick) – irlandzki matematyk, swego czasu uznawany za jednego z najbardziej błyskotliwych w Stanach Zjednoczonych.

## Życiorys
Urodził się w Carrickfergus w Irlandii. Imię żadnego z rodziców nie jest znane; jego ojciec był nauczycielem szkolnym i twórcą instrumentów matematycznych. Adrain miał 15 lat, kiedy zmarli oboje jego rodzice. Jego wczesna edukacja, choć dobra, nie obejmowała matematyki poza arytmetyką. Po zaciekawieniu się notacją algebraiczną zaczął uczyć się algebry. Tak więc Adrain, podobnie jak wielu amerykańskich matematyków, z którymi miał wkrótce wejść w interakcję, był w dużej mierze samoukiem.
Urodził się w Irlandii, lecz po nieudanym powstaniu Zjednoczonych Irlandczyków w 1798 r. wyjechał do USA i zamieszkał w Princeton. Tam uczył się dalej matematyki w różnych szkołach, a w latach 1801–1805 był kierownikiem uczelni w York w Pensylwanii. W 1808 r. opublikował swoją metodę najmniejszych kwadratów, z której jest dziś głównie znany.
Był również redaktorem i współpracownikiem Mathematical Correspondent, pierwszego w Stanach Zjednoczonych matematycznego czasopisma. Później dwukrotnie (w 1808 i 1814 r.) usiłował założyć własną gazetę, The Analyst, or, Mathematical Museum, ale z powodu zbyt małej liczby prenumeratorów zaprzestał dalszej publikacji. W 1813 r. został wybrany na członka American Academy of Arts and Sciences. W 1825 r. założył nowe czasopismo, The Mathematical Diary, które tym razem było skierowane dla szerszego grona czytelników i ukazywało się do 1832 roku.
Robert Adrain zmarł 10 sierpnia 1843 r. w New Brunswick w Stanach Zjednoczonych. Jego syn Garnett B. Adrain został kongresmenem.